# Sempervivum ispartae
Sempervivum ispartae är en fetbladsväxtart som beskrevs av Muirh.. Sempervivum ispartae ingår i släktet taklökar, och familjen fetbladsväxter. Inga underarter finns listade i Catalogue of Life.